# Bistum Jalingo
Das Bistum Jalingo (lateinisch Dioecesis Ialingoensis, englisch Diocese of Jalingo) ist eine in Nigeria gelegene römisch-katholische Diözese mit Sitz in Jalingo.

## Geschichte
Das Bistum Jalingo wurde am 3. Februar 1995 durch Papst Johannes Paul II. mit der Apostolischen Konstitution Quo efficacius aus Gebietsabtretungen des Bistums Yola errichtet und dem Erzbistum Jos als Suffraganbistum unterstellt. Am 14. Dezember 2022 gab das Bistum Jalingo Teile seine Territoriums zur Gründung des Bistums Wukari ab.
Das Bistum Jalingo umfasst Teile des Bundesstaates Taraba.

## Bischöfe von Jalingo
- Ignatius Ayau Kaigama, 1995–2000, dann Erzbischof von Jos
- James Naanman Daman OSA, 2000–2007, dann Bischof von Shendam
- Charles M. Hammawa, seit 2008